# Paillon
Der Paillon ist ein Küstenfluss in Frankreich, der im Département Alpes-Maritimes in der Region Provence-Alpes-Côte d’Azur verläuft. Er entspringt unter dem Namen Ruisseau de Bomerei im Gemeindegebiet von Lucéram, entwässert generell in südwestlicher Richtung und mündet nach rund 36 Kilometern am südlichen Stadtrand von Nizza in das Mittelmeer. Im Mündungsbereich verläuft der Fluss weitgehend unterirdisch.

## Orte am Fluss
(Reihenfolge in Fließrichtung)
- Lucéram
- L’Escarène
- Peillon
- Cantaron
- Drap
- La Trinité
- Nizza